# 573

## Nașteri
- 27 octombrie: Abu Bakr  (d. 634)